# 疏叶丝带藓
疏叶丝带藓（学名：Floribundaria walkeri）为蔓藓科丝带藓属下的一个种。